# Gowripura, Tumkur
Gowripura là một làng thuộc tehsil Tumkur, huyện Tumkur, bang Karnataka, Ấn Độ.